# 周河遗址
周河遗址，位于中国山东省济南市平阴县洪范池镇周河村东北部，为一处跨越北辛文化、大汶口文化、龙山文化、岳石文化、商周和汉代多个时期的古遗址，占地面积约30万平方米，文物堆积层最深处可达5米。该遗址处于浪溪河及其支流的交汇地带，西、北、东北三面为临河断崖，1998年发现并试掘，因地表文化层受到暴露破坏，1999年4-5月由山东大学考古系进行了抢救性挖掘，清理出部分大汶口文化和春秋时期的墓葬，出土文物以陶器较为珍贵，如属大汶口文化时期的灰陶壶、红陶壶等。 